# Cronce
Cronce é uma comuna francesa na região administrativa de Auvérnia-Ródano-Alpes, no departamento de Alto Loire. Estende-se por uma área de 15,71 km². Em 2010 a comuna tinha 75 habitantes (densidade: 4,8 hab./km²).